# Lockvogel (1934)
Lockvogel ist ein deutscher Abenteuerfilm von 1934 unter der Regie von Hans Steinhoff. Die Hauptrollen sind neben Viktor de Kowa und Jessie Vihrog mit Hilde Weissner und Paul Westermeier besetzt. 

## Handlung
Viktor Schott, von Natur aus verwegen und voller Elan und ein charmanter Frauenheld, wird von seinem Vater, einem Juwelier, damit beauftragt, eine Smaragdkette zu erwerben, die ein Perser in Istanbul zum Kauf angeboten hat. Das wertvolle Schmuckstück soll er dann auf einem Schiff der Reederei Groot nach Marseille bringen. Eine Verbrecherbande hat es jedoch auf die kostbare Kette abgesehen. Viktor ahnt nicht, dass die attraktive Delia Donovan, die er unterwegs kennengelernt hat, Teil des verbrecherischen Plans ist, und als Lockvogel auf ihn angesetzt wurde, zumal er sich in die junge Dame verliebt hat. Genauso wenig ahnt er, dass der Reeder Groot mit der Bande kooperiert. Groot ist der Vormund der jungen Sybil Termeer, einer Jugendgespielin Viktors. Sybil liebt Viktor heimlich. Als sie mitbekommt, was da abläuft, warnt sie Viktor nicht nur vor dem Reeder, sondern auch vor dem Kapitän des Schiffes, der seine Hände ebenfalls im Spiel hat. Sie erzählt ihm, dass geplant sei, dass das Schmuckstück bei einem an Bord stattfindenden Maskenball den Besitzer wechseln solle. Viktor begeht jedoch den Fehler, Sybils Warnung in den Wind zu schlagen. Delia hat ihn fest im Griff.
Kurz bevor das Schiff sein Ziel erreicht, veranlasst die diebische Bande eine Sprengung, die das Fahrzeug kentern lässt. Viktor wird dabei in der Kapitänskajüte eingeschlossen, kann aber rechtzeitig von Sybil befreit werden. Kurz darauf werden der Reeder und der Kapitän verhaftet und auch Delias falsches Spiel entlarvt. Viktor sieht nun endlich klar und erkennt, dass Sybil die Frau ist, die zu ihm gehört.

## Produktionsnotizen
Die Dreharbeiten erstreckten sich über die Monate Juli/August 1934 und fanden in Cuxhaven, am Bosporus, im Hamburger Hafen, in der Nordsee vor Helgoland sowie im Atelier der UFA in Neubabelsberg statt. Produktionsfirma war die Universum-Film AG (UFA) in Berlin, Herstellungsgruppe Karl Ritter. Die Aufnahmeleitung lag bei Fritz Koch. Für die Filmbauten zeichneten Fritz Maurischat und Artur Günther verantwortlich, die Verantwortung für den Ton lag bei Hermann Fritzsching. Die Liedtexte stammen von Friedrich Wilhelm Rust. Gesungen werden die Lieder Jedes kleine Mädel wartet auf die Liebe sowie Kommt einst das Glück zu Dir. 
Der Erstverleih des Films erfolgte durch die UFA-Filmverleih GmbH (Berlin). Der Film hat eine Länge von 2.719 m, was 99 Minuten Spielzeit entspricht. In einer Prüfung am 19. Oktober 1934, Prüfnummer B.37566, wurde ein „Jugendverbot“ ausgesprochen. Uraufgeführt wurde Lockvogel am 10. November 1934 im Ufa-Palast am Zoo in Berlin.

## Französische Version
Hans Steinhoff drehte gleichzeitig eine französische Version des Films (79 Minuten) unter dem Titel Le Miroir aux Alouettes, wobei ihm Roger Le Bon als Regieassistent zur Seite stand. Als Produzent wurde Raoul Ploquin gewonnen. Der Film kam am 5. April 1935 in die französischen Kinos. Der technische Stab war identisch, die Besetzung wie folgt:
- Edwige Feuillère: Délia
- Pierre Brasseur: Jean Forestier
- Jessie Vihrog: Jenny
- Henry Bosc: Makarian
- Max Maxudian: Perser
- Pierre Labry: Le Commandant
- Lucien Dayle: H. Forestier
- Raymond Aimos: Dimitri
- Jeanne Fusier-Gir: Passagier

## Kritik
Karlheinz Wendtland bestätigte dem Film, dass er „mit Tempo und allen Raffinessen gestaltet“ sei. Des Weiteren war er der Meinung, dass es der Verfilmung auch nicht an Humor fehle und er „trotz des Regisseurs Steinhoff völlig unpolitisch“ sei.